# Shared space

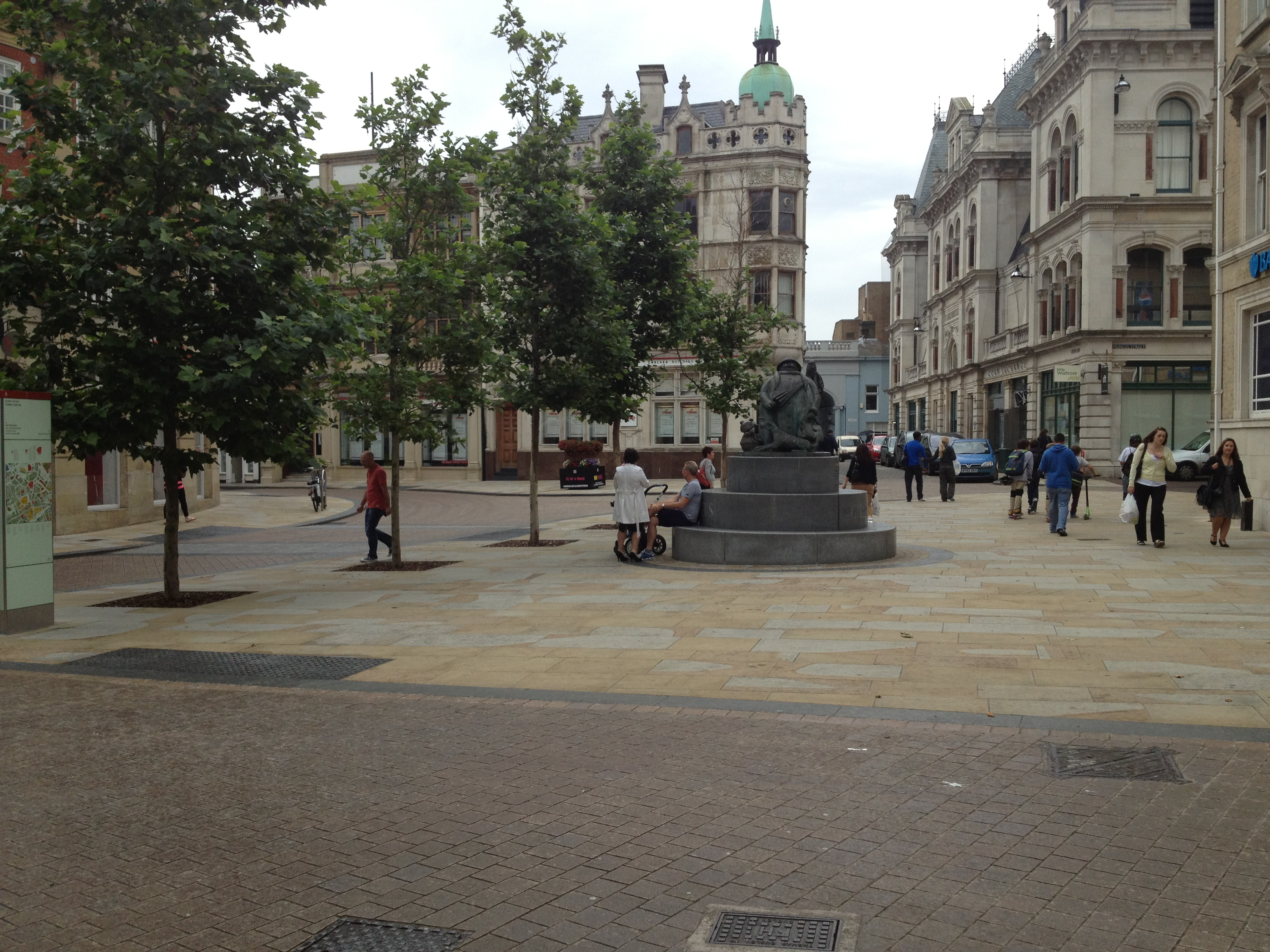
Układ wspólnej przestrzeni w Giles Circus w Ipswich (Anglia)

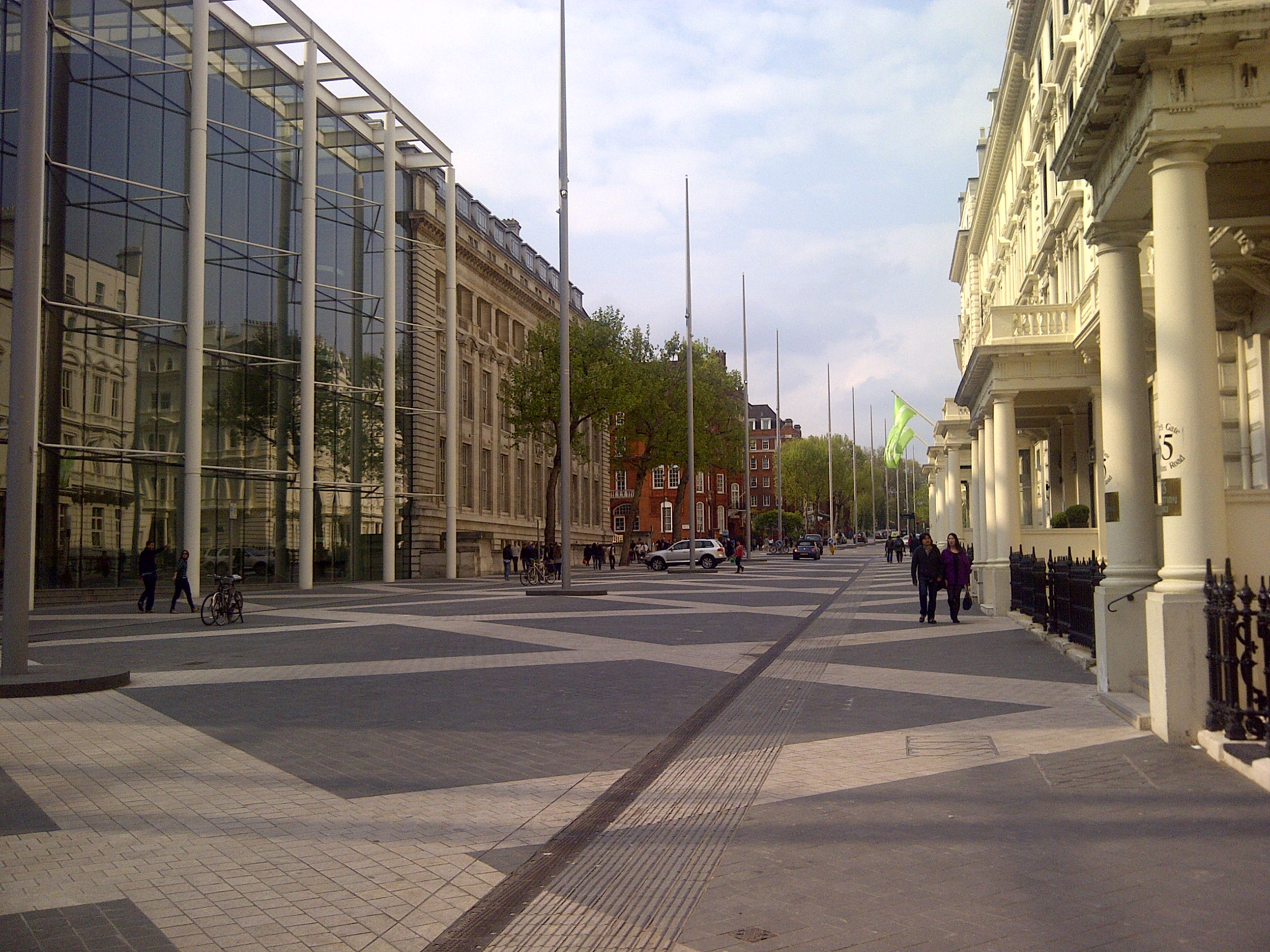
Exhibition Road, South Kensington, Londyn

Shared space, przestrzeń współdzielona, przestrzeń współużytkowana – forma kształtowania przestrzeni publicznej, w której dąży się do zniesienia jej podziału na część dla pieszych oraz pojazdów poprzez brak takich elementów jak krawężniki, znaki poziome, sygnalizacja świetlna. Forma taka stosowana jest zazwyczaj na węższych ulicach w centrach miast oraz jako element stref zamieszkania, jednak rozwiązanie to zostało zastosowane także na nielicznych ulicach z większym natężeniem ruchu, m.in. na Exhibition Road w Londynie czy w Drachten.
Zmiana formy przestrzeni na shared space jest podyktowana zmniejszeniem dominacji samochodów w przestrzeni publicznej i wprowadzeniem efektywnego ograniczenia prędkości. Wprowadza się ją również w celu ograniczenia liczby wypadków. Taka forma organizacji przestrzeni została wprowadzona na początku lat 70. XX wieku na kilku holenderskich osiedlach, m.in. w Zoetermeer. 
Pojęcie wspólnej przestrzeni jest silnie związane z pracą Hansa Mondermana, który twierdził, że tworzenie przestrzeni o większym stopniu niepewności zachowań pozostałych uczestników ruchu (wzrost ryzyka), wprowadzaniu sytuacji, w której nie ma pewności co do tego, kto ma pierwszeństwo, spowoduje, że u wszystkich uczestników ruchu obniży się skłonność do podejmowania ryzykownych działań (zadziała zjawisko znane z efektu Peltzmana).

Kiedy nie wiesz dokładnie kto ma pierwszeństwo, zaczynasz szukać kontaktu wzrokowego z innymi uczestnikami ruchu. Automatycznie zmniejszasz prędkość, masz kontakt z innymi ludźmi i bardziej uważasz.

Rozwiązanie to jest jednak krytykowane przez część organizacji reprezentujących interesy osób niewidomych i niedowidzących, z wadami wzroku oraz osób głuchych, które podkreślają znaczenie czytelnej separacji poszczególnych uczestników ruchu (pieszych i pojazdów) dla pieszych z dysfunkcją narządów wzroku lub słuchu. W celu ułatwienia poruszania się osób niewidomych lub niedowidzących stosuje się specjalne oznaczenia nawierzchni (prowadnice w postaci rowków, guzki).